# Teresa Nunes Alves de Sousa
Teresa Nunes Alves de Sousa (Lisboa, 1979) é uma artista plástica portuguesa conotada com a videoperformance e o texto performativo.